# Assedi di Orano e Mers El Kébir
Tra aprile e giugno del 1563 la Reggenza di Algeri lanciò una pesante campagna militare per riprendere le basi militari spagnole di Orano e Mers el-Kébir nella costa del Nord Africa, occupate dalla Spagna sin dal 1505. Gli assedi di Orano e Mers El Kébir del 1563 rappresentarono due tra i principali episodi di questa campagna militare. Il regno di Algeri, i principati di Kabyle (Kuku e Béni Abbès) ed altri stati vassalli combinarono le loro forze in un solo esercito al comando di Hasan Pasha, figlio di Hayreddin Barbarossa, e di Jafar Catania. I comandanti spagnoli, i fratelli Alonso de Córdoba, conte di Alcaudete, e Martín de Córdoba, cercarono di mantenere rispettivamente le fortezze di Orano e Mers El Kébir, sino all'arrivo decisivo di Francisco de Mendoza che riuscì a sconfiggere definitivamente gli ottomani.

## Antefatto

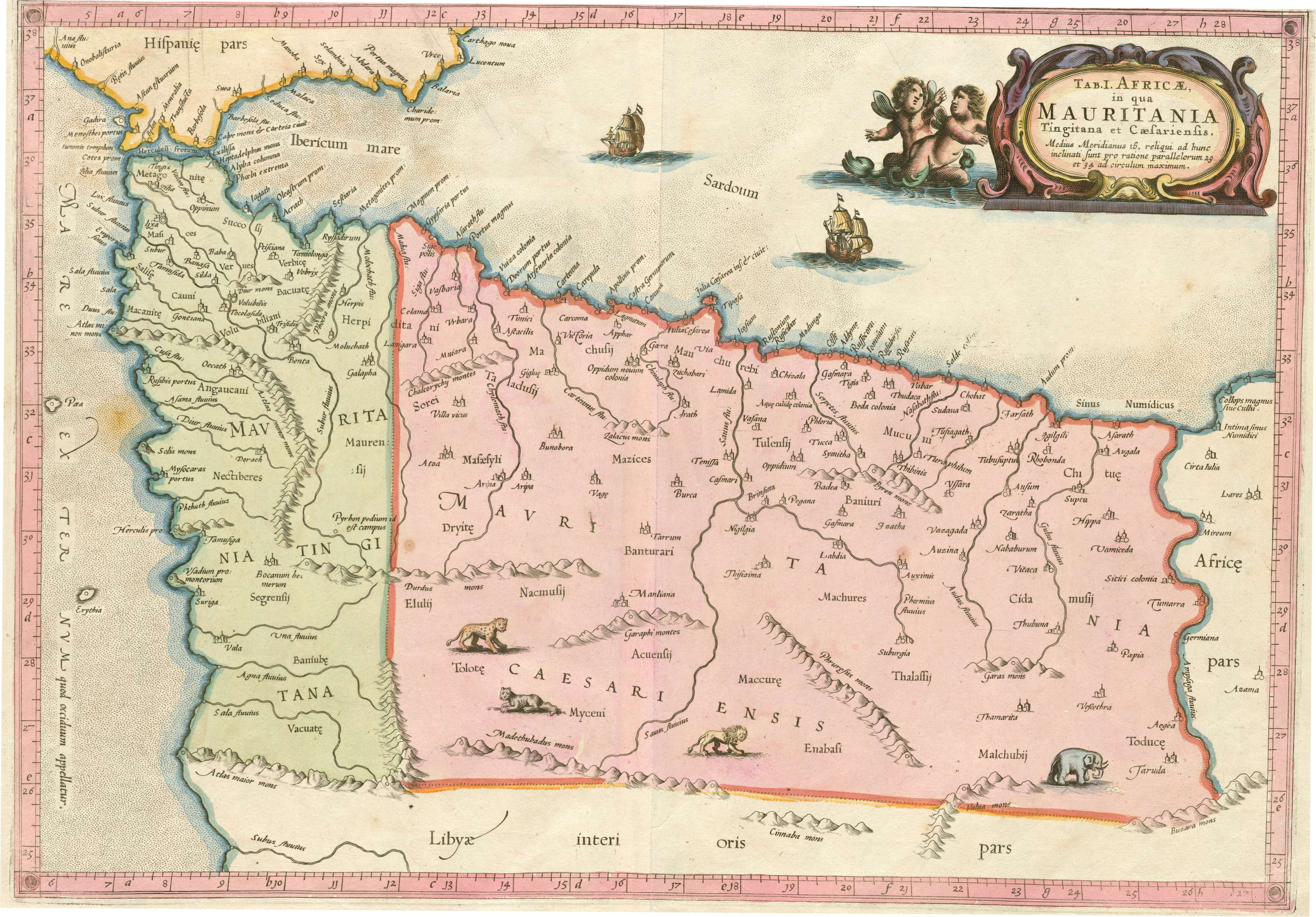
Il Marocco e l'Algeria nella seconda metà del XVI secolo. Mappa di Mercatore.

Con la sconfitta dei Cavalieri di Malta e la conquista di Tripoli da parte dell'ammiraglio ottomano Turgut Reis nel 1551, oltre che con la caduta di Béjaïa nelle mani del governatore di Algeri, Salih Reis, nel 1555, Orano e Mers El Kébir erano rimaste, assieme all'isola di La Goulette, gli unici possedimenti cristiani in Berberia a resistere alle azioni di pirateria degli ottomani e dei mori che operavano lungo le coste di Napoli, Sicilia e Levante spagnolo. Quando il comandante ottomano della flotta di 50 galee, Hasan Corso, assediò entrambi i villaggi nell'assedio di Orano nel 1556, fu per ordine di Solimano il Magnifico che dovette ritirare le sue navi per utilizzarle nel Mediterraneo orientale per assicurarsi di poter mantenere una minaccia costante sugli avamposti di Orano e Mers El Kébir.
Nel 1562, Hasan Pasha, figlio di Hayreddin Barbarossa nonché governatore ottomani di Algeri, propose di incorporare le aree di Orano e Mers El Kébir nei territori di Algeri. Quando re Filippo II di Spagna venne a sapere di questo piano ordinò di assemblare una flotta a Barcellona per trasportare 4000 soldati di rinforzo. Il 19 ottobre 1562 una tempesta colpì le navi duramente presso La Herradura. La flotta spagnola al largo di Malaga venne distrutta con 24 delle 27 galee affondate ed un gran numero di morti tra soldati e marinai, tra cui Don Juan de Mendoza, capitano generale delle galee di Spagna.
Hassan Pasha, istruito da Solimano, assemblò quindi una notevole armata di 100 000 uomini composta da turchi, algerini e giannizzeri. Quest'armata sarebbe stata supportata via mare da una flotta di 30 galee, 5 caracche francesi e 15 piccoli vascelli al comando di Jafar Catania, governatore di Tlemcen. Con queste forze Hassan si portò a Mers El Kébir, fortezza il cui dominio era considerato essenziale per la cattura di Orano. Nel frattempo, Alonso e Martin de Córdoba avevano ricevuto dei rifornimenti, polvere da sparo, attrezzi e diversi soldati da Malaga. Per sostenersi a vicenda nei due villaggi, decisero di comune accordo la costruzione di due forti: quello di San Miguel, posto sulla collina che separava Orano da Mers El Kébir, e quello di Todos los Santos, proprio di fronte al secondo villaggio.

## L'assedio

### I forti di San Miguel e Todos los Santos

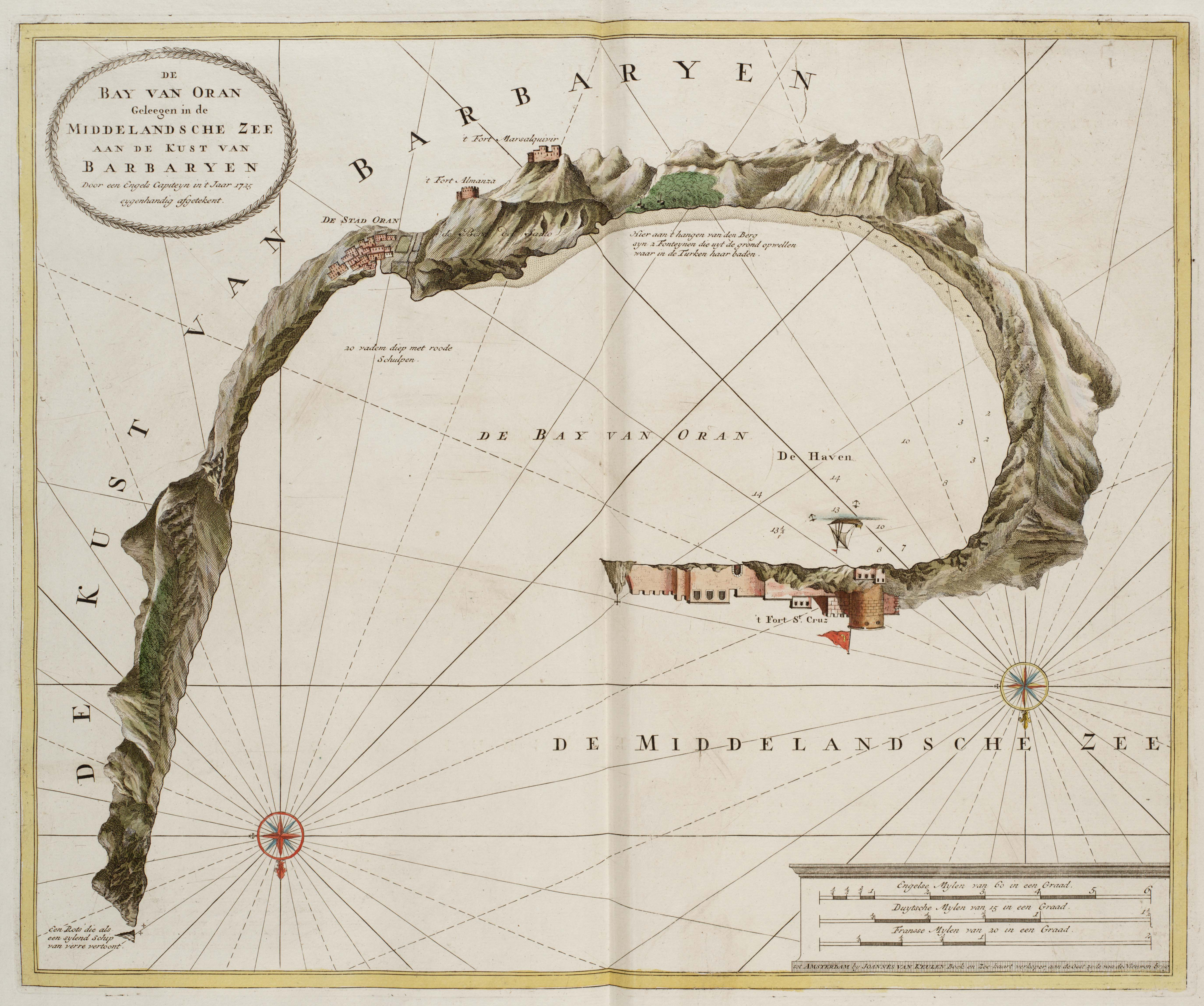
Mappa della baia di Orano nel 1725, di Johannes van Keulen.

L'assedio ebbe inizio il 3 aprile 1563, quando le truppe ottomane attaccarono in massa la torre di Todos los Santos, difesa da 200 soldati spagnoli. La fiera resistenza opposta dalla guarnigione del forte, assieme al supporto dell'artiglieria di Mers El Kébir, inflissero pesanti perdite agli attaccanti. Ad ogni modo, una volta che i cannoni ottomani ruppero le mura, il forte venne ben presto conquistato. Nel frattempo le galee di Jafar bloccarono Mers El Kébir per evitare che la città fosse aiutata da Orano. Il principale obbiettivo degli ottomani era quello di catturare Mers El Kébir in quanto aveva saputo che gli spagnoli avevano l'idea di abbandonare Orano per concentrarsi nella difesa dell'altra città. Per questo motivo, egli destinò gran parte delle proprie truppe alla presa del forte di San Miguel, un punto chiave delle difese spagnole, con solo poche truppe rimaste a bloccare Orano.
Il forte di San Miguel venne attaccato per 22 giorni da 24 000 fanti e 400 cavalieri. I pochi difensori rifiutarono l'offerta di Hassan di arrendersi e riuscirono poi a respingere sei assalti in tutto che riempirono il fossato sottostante le mura dei corpi dei giannizzeri. Tra le perdite degli ottomani vi fu anche il governatore di Costantina, il cui corpo venne recuperato dai suoi uomini col permesso speciale di Martín de Córdoba. Ad ogni modo, malgrado la strenua difesa opposta, i rinforzi inviati da Mers el Kébir non erano sufficienti per proseguire il combattimento e l'8 maggio, col favore della notte, i sopravvissuti spagnoli abbandonarono la città.

### L'assedio di Mers El Kébir

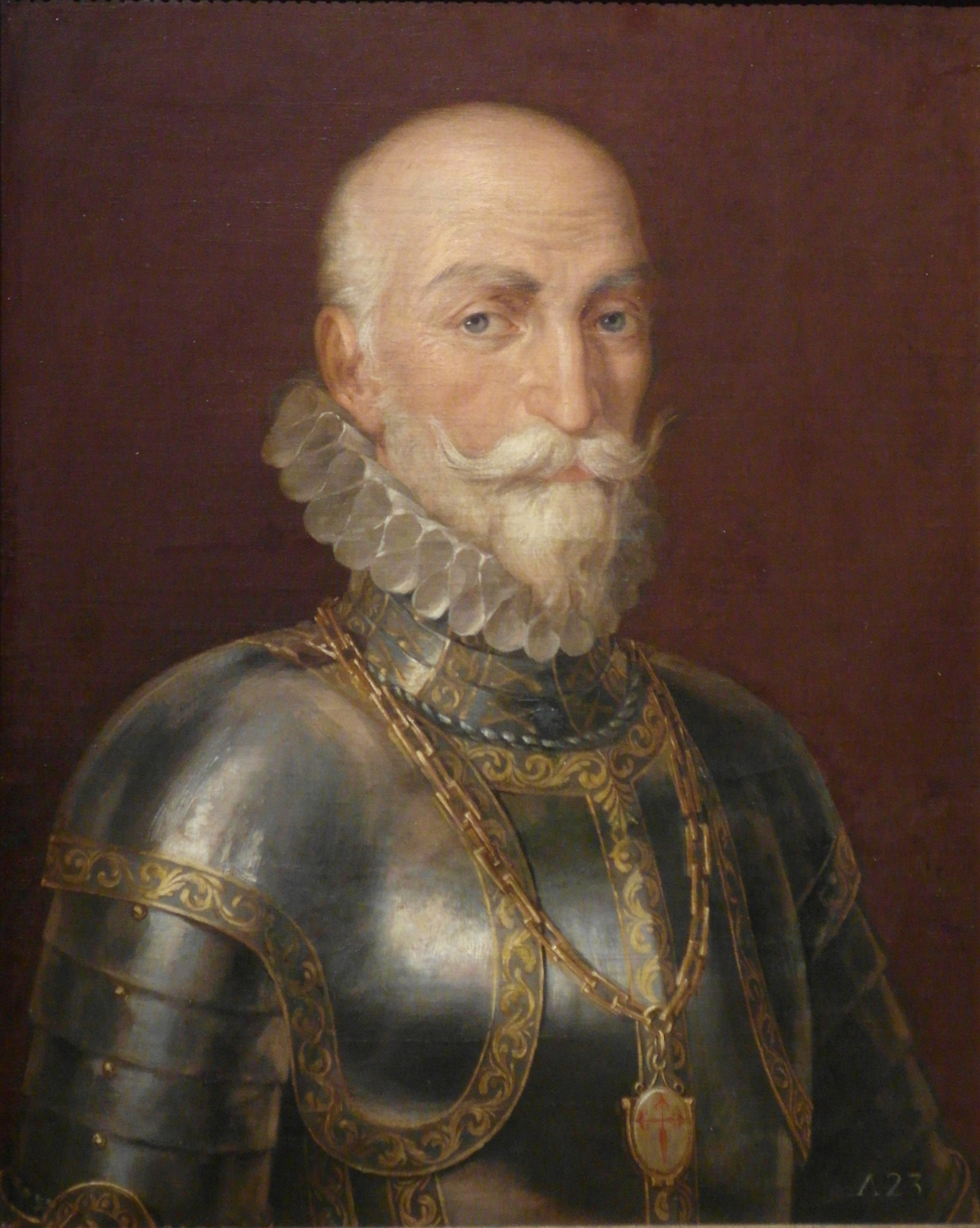
Álvaro de Bazán, I marchese di Santa Cruz.

Una volta entrati nel forte, gli ottomani circondarono la città, scavando trincee e piazzando l'artiglieria sulle mura. Su una vicina collina installarono anche delle bombarde potenti. Martín de Córdoba, che aveva con sé meno di 500 uomini per difendere la città, si preparò all'assalto. Questo ebbe luogo il 20 maggio. Hassan si pose alla testa di 12 000 arabi per rompere la resistenza degli archibugieri spagnoli e facilitare così l'assalto alle due colonne di truppe regolari che avrebbero attaccato poco dopo. Malgrado le pesanti perdite subite, gli arabi riuscirono a scalare le mura e ad issare la bandiera ottomana sui bastioni. Gli spagnoli riuscirono ad ogni modo ad espellerli poco dopo. Nell'attacco morirono circa 2500 persone, perlopiù cadute nel fossato attorno alla città.
Nei giorni successivi ebbero luogo altri assalti che perlopiù non ebbero successo e portarono solo alla perdita di molte vite, per quanto la situazione spagnola divenisse sempre più disperata. Il 6 giugno Hassan stava per condurre il suo assalto finale quando giunse la spedizione spagnola che lo colse di sorpresa. Filippo II aveva ordinato di costituire una nuova flotta a Cartagena per assistere le forze spagnole in Nord Africa. Al comando di Francisco de Mendoza, Álvaro de Bazán ed Andrea Doria, vennero raccolte 34 galee provenienti da Barcellona, Napoli, Genova, dal Ducato di Savoia e da Malta, che imbarcarono 4000 soldati e molti cavalieri volontari i quali salparono alla volta di Mers el Kébir. Hassan, temendo di rimanere intrappolato tra i rinforzi spagnoli e la città di Mers El Kébir, ordinò alle sue truppe di ritirarsi in tutta fretta. Le tende poterono essere salvate, ma i cannoni, i vestiti e gli oggetti vennero lasciati sul campo. La flotta ottomana venne in gran parte catturata, tra cui quattro delle caracche francesi.

## Conseguenze
Dopo aver sbarcato i rinforzi ed i rifornimenti ad Orano ed a Mers El Kébir, la flotta di Francisco de Mendoza fece ritorno in Spagna. Re Filippo II, informato dello sviluppo dell'assedio, decise di ricompensare Martín de Córdoba e Francisco Vivero col ruolo di ufficiali comandanti del forte di San Miguel. Il mantenimento di questo forte, infatti, permise l'anno successivo la cattura del forte di Peñón de Vélez de la Gomera, un successo seguito nel 1565 dalla decisa difesa di Malta contro la flotta di Turgut Reis. Diversi anni dopo, nel 1574, alla corte spagnola si discuteva se abbandonare o meno Orano e Mers El Kébir. Re Filippo II ordinò a Vespasiano Gonzaga Colonna, principe di Sabbioneta e duca di Trayecto, di stendere un rapporto sulla situazione di entrambi gli avamposti. Gonzaga consigliò al re di abbandonare Orano ma di mantenere la fortezza di Mers El Kebir. Ad ogni modo, il maresciallo Juan Muñoz inviò anch'egli al re un rapporto direttamente sulla base dei rilievi di Sancho de Leyva che consigliava alla corona spagnola di mantenere entrambe le fortezze. Filippo II alla fine scelse di seguire il consiglio di Leyva.